# Medaile Za obranu sovětské polární oblasti
Medaile Za obranu sovětské polární oblasti (rusky Медаль «За оборону Советского Заполярья») byla sovětská medaile založená roku 1944. Během druhé světové války byla udílena všem obráncům sovětské polární oblasti, kteří se přímo podíleli na obraně daného území.

## Historie
Iniciátorem zřízení medaile Za obranu sovětské polární oblasti byl první tajemník murmanského oblastního výboru VKS(b) Maxim Ivanovič Starostin. Dne 8. května 1944 zaslal prezidiu Nejvyššího sovětu SSSR, ústřednímu výboru Všesvazové komunistické strany a Státnímu výboru obrany dopis, ve kterém napsal „...všechny lidské a materiální zdroje Murmanské oblasti byly mobilizovány k odrazení nepřítele. Zájmy 14. armády, námořnictva, sovětských, stranických a ekonomických organizací byly podřízeny obraně Murmansku.“ Starostin psal také o hrdinské práci přístavních dělníků a železničářů, stavitelů, horníků a hutníků v tomto regionu a o jejich přínosu k vítězství nad nepřítelem. Napsal také, že úspěšná obrana města Murmansk hrála důležitou roli v obranyschopnosti Sovětského svazu.
Medaile Za obranu sovětské polární oblasti byla založena dekretem prezidia Nejvyššího sovětu Sovětského svazu dne 5. prosince 1944 O zřízení medaile Za obranu sovětské polární oblasti. Udílena byla obráncům sovětské polární oblasti během druhé světové války. Autorem vzhledu medaile je A. I. Kuzněcov.

## Pravidla udílení
Medaile byla udělena všem účastníkům obrany arktické oblasti. Obdrželi ji příslušníci Rudé armády, sovětského námořnictva a NKVD, stejně jako civilisté, kteří se přímo podíleli na obraně tohoto území po dobu nejméně šesti měsíců. Rozhodným obdobím pro udělení medaile byla služba v době od 22. června 1941 do 1. listopadu 1944. Dělníkům, zaměstnancům a dalším civilistům byla medaile udílena za přímou účast při obraně sovětské polární oblasti po dobu nejméně šesti měsíců během výše uvedeného rozhodného období. Obráncům, kteří byli během tohoto období zraněni, nebo jim bylo uděleno jiné sovětské vyznamenání, byli medailí ocenění bez ohledu na délku jejich služby.
Medaile se udílely jménem prezidia Nejvyššího sovětu Sovětského svazu na základě dokumentů dosvědčujících skutečnou účast jedince na obraně daného území. Tyto doklady mohly být vydány velitelem jednotky, velitelem vojenského zdravotnického zařízení či zástupci oblastních nebo obecních úřadů.
Medaile Za obranu sovětské polární oblasti se nosí nalevo na hrudi a v přítomnosti dalších sovětských medailí se nosí za Medailí Za obranu Kavkazu. Pokud se nosí s vyznamenáními Ruské federace, pak mají ruská vyznamenání přednost.
K 1. lednu 1995 byla tato medaile udělena přibližně v 353 240 případech.

## Popis medaile
Medaile kulatého tvaru o průměru 32 mm je vyrobena z mosazi. Na přední straně je vyobrazena busta vojáka v kabátu z ovčí kůže s ušankou na hlavě se samopalem PPŠ-41 Špagin. V pozadí je obrys bitevní lodi a dva vojenské letouny. Ve spodní části medaile jsou dva tanky. Při vnějším okraji medaile je vystouplý lem s nápisem ЗА ОБОРОНУ СОВЕТСКОГО ЗАПОЛЯРЬЯ (za obranu sovětské polární oblasti). Ve spodní části lemu je pěticípá hvězda. Uprostřed hvězdy je symbol srpu a kladiva. Na zadní straně je nápis ЗА НАШУ СОВЕТСКУЮ РОДИНУ (za naši sovětskou vlast). Nad nápisem je srp a kladivo. Všechny texty i obrázky jsou konvexní.
Medaile je připojena pomocí jednoduchého kroužku ke kovové destičce ve tvaru pětiúhelníku potažené hedvábnou stuhou z moaré. Stuha široká 24 mm je modrá se zeleným proužkem širokým 6 mm uprostřed. Zelený proužek stejně jako oba okraje stuhy jsou ohraničeny bílými úzkými proužky.